# Alekseï Korotyliov
Pour les articles homonymes, voir Vorobiov.
Alekseï Korotyliov est un joueur d'échecs russe né le 1er mars 1977 à Moscou.

## Biographie et carrière
Alekseï Korotyliov obtint le titre de grand maître international en 2000. Il partagea la première place à l'open de Génève en janvier 2001.
Il finit à la 2e-5e place ex æquo du championnat de Russie en 2002 avec 6 points marqués en 9 parties. En 2004, il se qualifia pour la superfinale du championnat de Russie à Moscou où il marqua 4,5 points sur 10 (il y avait onze participants), battit Aleksandr Grichtchouk et fit nulle avec le vainqueur Garry Kasparov. En janvier 2005, il finit deuxième du tournoi C de Wijk aan Zee avec 10 points sur 13.
En 2009, Alekseï Korotyliov partagea la deuxième place de l'open de Moscou avec 7 points sur 9.